# 뉴잉글랜드 음악원
뉴잉글랜드 컨서버토리(The New England Conservatory, NEC)는 매사추세츠주의 주도 보스턴에 위치한 미국에서 가장 오래된 독립 음악대학이다. 매년 750 여명의 학부생과 대학원생을 입학시키며, 평생교육과정과 예비대학에는 1,400 여명의 학생들이 수학하고 있다. NEC는 음악학사, 음악석사, 음악박사 학위 및 그 외 여러 디플로마 과정을 제공한다. 또한 하버드 대학교, 터프츠 대학교와의 5년 연계 공동학위 과정 역시 제공한다.
NEC는 미국역사기념물 로 선정된 유일한 음대이다. NEC의 메인 콘서트장인 조던 홀은 매년 600회 이상의 콘서트를 개최, 뛰어난 음향으로 찬사를 받으며 뉴잉글랜드 전 지역에서 중요한 문화적 역할을 한다.
일본의 닛폰 전기와는 약자만 같을 뿐, 관계가 없다.

## 입학
NEC로의 입학여부에 가장 큰 영향을 미치는 것은 라이브 오디션이다. 2005년에는 968명의 지원자 중 30%인 292명 만이 합격했다. NEC는 현악, 재즈, 금관과 실내악부로 유명하다. 본 대학의 피아노학과는 최근 국제적으로 유명세를 탄 바 있다. 관현악, 지휘, 피아노, 재즈학, 현대 즉흥연주, 성악 및 오페라, 작곡, 음악사와 음악학의 과정을 제공한다.

## 동문
- Yisabel
- 팝페라퀸 이사벨
- 이사벨
- 김광민
- 토비 추
- 안토니오 산체스
- Bruce Kang
- 한상원
- 윤종률
- 양인모
- 최하람
- 김수빈 교수
- 손민수 교수
- 정경화 명예박사
- 대니 구
- 임윤찬
- 양태갑